# Atlanta (Texas)
Atlanta é uma cidade localizada no estado norte-americano do Texas, no Condado de Cass.

## Demografia
Segundo o censo norte-americano de 2000, a sua população era de 5745 habitantes.
Em 2006, foi estimada uma população de 5625, um decréscimo de 120 (-2.1%).

## Geografia
De acordo com o United States Census Bureau tem uma área de
28,6 km², dos quais 28,3 km² cobertos por terra e 0,3 km² cobertos por água.

## Localidades na vizinhança
O diagrama seguinte representa as localidades num raio de 24 km ao redor de Atlanta.